# Балтени-Деал (Васлуј)
Балтени-Деал (рум. Bălteni-Deal) насеље је у Румунији у округу Васлуј у општини Балтени. Oпштина се налази на надморској висини од 210 m.

## Становништво
Према подацима из 2002. године у насељу је живело 533 становника, од којих су сви румунске националности.